# Fernando del Paso
Fernando del Paso Morante (Città del Messico, 1º aprile 1935 – Guadalajara, 14 novembre 2018) è stato uno scrittore, saggista e poeta messicano, vincitore del Premio Xavier Villaurrutia nel 1966, del Premio Rómulo Gallegos nel 1982 e del Premio Miguel de Cervantes nel 2015.

## Biografia
Nasce a Città del Messico, una delle più popolose, estese, caotiche e inquinate megalopoli del pianeta. Frequenta per due anni la facoltà di Economia della Universidad Nacional Autónoma de México (UNAM), poi si trasferisce a Londra per lavorare per quattordici anni presso la British Broadcasting Corporation, ovvero la BBC, poi ancora in Francia, sotto contratto con Radio France, il principale ente televisivo nazionale; torna quindi in Messico per occupare un seggio presso il Colegio Nacional nel 1996, dopo essere diventato uno scrittore affermato: infatti, nel corso dei suoi soggiorni nel Regno Unito e in Francia scrive e pubblica quattro romanzi (José Trigo, México, Palinuro de México, Noticias del Imperio, Linda 67. Historia de un crimen), diverse poesie e due opere per il Teatro (La loca de Miramar e Palinuro en la escalera), per i quali s'impone come uno dei massimi autori della Letteratura messicana. Per il secondo romanzo, Palinuro de México, in Francia ottiene un discreto successo, tanto da guadagnarsi un premio come miglior romanzo pubblicato in Francia nel 1985, otto anni dopo averlo dato alle stampe. Alla Fiera del Libro di Guadalajara del 2007, inoltre, viene acclamato tra i più grandi scrittori messicani viventi, alla pari di Carlos Fuentes e Carmen Boullosa.